# وشم الطائر
وشم الطائر، رواية عربية، للروائية العراقية دنيا ميخائيل. صدرت الرواية لأوّل مرة عام 2020 عن دار الرافدين في العراق، ودخلت في القائمة القصيرة للجائزة العالمية للرواية العربية لعام 2021، المعروفة باسم «جائزة بوكر العربية».